# Renchaoxi
Renchaoxi est un village situé dans le Nord-Ouest de la province de Hunan, dans le sud de la Chine.